# میچیسواف چخوویچ
میچیسواف چخوویچ (لهستانی: Mieczysław Czechowicz؛ ‏ ۲۸ سپتامبر ۱۹۳۰ – ۱۴ سپتامبر ۱۹۹۱) بازیگر اهل لهستان بود. وی دانش‌آموختهٔ آکادمی ملی هنرهای نمایشی الکساندر زلوروویچ در ورشو بود و در سال ۱۹۸۷ برندهٔ نشان افتخار تولد لهستان شد.
از فیلم‌ها یا برنامه‌های تلویزیونی که وی در آن نقش داشته است، می‌توان به شیطان در کلاس هفتم، سفرهای آقای کِـلِـکْسْ، رانندگان جایگزین، یانوشیک، کاباره مردان مسن، چهار تانکچی و یک سگ، طبل حلبی، عروسی، از دوشنبه‌ها بیزارم و سه گام روی زمین اشاره کرد.